# Rougeux
Rougeux és un municipi francès situat al departament de l'Alt Marne i a la regió del Gran Est. L'any 2007 tenia 137 habitants.

## Demografia

### Població
El 2007 la població de fet de Rougeux era de 137 persones. Hi havia 56 famílies de les quals 12 eren unipersonals (4 homes vivint sols i 8 dones vivint soles), 24 parelles sense fills i 20 parelles amb fills.
La població ha evolucionat segons el següent gràfic:
Habitants censats

### Habitatges
El 2007 hi havia 72 habitatges, 54 eren l'habitatge principal de la família, 12 eren segones residències i 6 estaven desocupats. Tots els 72 habitatges eren cases. Dels 54 habitatges principals, 50 estaven ocupats pels seus propietaris, 3 estaven llogats i ocupats pels llogaters i 1 estava cedit a títol gratuït; 2 tenien dues cambres, 3 en tenien tres, 19 en tenien quatre i 30 en tenien cinc o més. 49 habitatges disposaven pel capbaix d'una plaça de pàrquing. A 22 habitatges hi havia un automòbil i a 25 n'hi havia dos o més.

### Piràmide de població
La piràmide de població per edats i sexe el 2009 era:
| Homes | Edats   | Dones |
| ----- | ------- | ----- |
| 0     | 95 o +  | 0     |
| 4     | 90 a 94 | 0     |
| 0     | 85 a 89 | 4     |
| 0     | 80 a 84 | 4     |
| 0     | 75 a 79 | 4     |
| 4     | 70 a 74 | 0     |
| 4     | 65 a 69 | 8     |
| 4     | 60 a 64 | 4     |
| 0     | 55 a 59 | 4     |
| 0     | 50 a 54 | 0     |
| 0     | 45 a 49 | 4     |
| 8     | 40 a 44 | 0     |
| 12    | 35 a 39 | 8     |
| 0     | 30 a 34 | 12    |
| 4     | 25 a 29 | 4     |
| 4     | 20 a 24 | 0     |
| 4     | 15 a 19 | 12    |
| 12    | 10 a 14 | 8     |
| 8     | 5 a 9   | 16    |
| 8     | 0 a 4   | 0     |

## Economia
El 2007 la població en edat de treballar era de 81 persones, 52 eren actives i 29 eren inactives. De les 52 persones actives 46 estaven ocupades (24 homes i 22 dones) i 6 estaven aturades (3 homes i 3 dones). De les 29 persones inactives 6 estaven jubilades, 13 estaven estudiant i 10 estaven classificades com a «altres inactius».

### Ingressos
El 2009 a Rougeux hi havia 52 unitats fiscals que integraven 127 persones, la mediana anual d'ingressos fiscals per persona era de 13.515 €.

### Activitats econòmiques
Dels 5 establiments que hi havia el 2007, 1 era d'una empresa de fabricació d'altres productes industrials, 2 d'empreses de construcció, 1 d'una empresa de comerç i reparació d'automòbils i 1 d'una empresa classificada com a «altres activitats de serveis».
L'únic servei als particulars que hi havia el 2009 era un guixaire pintor.
L'any 2000 a Rougeux hi havia 8 explotacions agrícoles que ocupaven un total de 412 hectàrees.

## Poblacions més properes
El següent diagrama mostra les poblacions més properes.